# Drage, Novo mesto
Drage se imenuje ena od ulic v Novem mestu. Drage je bilo ledinsko ime območja njiv in travnikov ob Mrzli dolini. Ulica poteka od ulice Brod proti jugu ter serpentinasto naprej do zaključka naselja nad Dragami.